# 플라워 오브 라이프
《플라워 오브 라이프》(フラワー・オブ・ライフ)는 요시나가 후미가 창작한 만화이다. 신쇼칸의 만화 잡지 《월간 윙스》에 연재되었다. 서울문화사에서 한국어판을 발행하였다.

## 줄거리
새 학기가 시작된 지 한 달이 지나 하나조노 하루타로가 전학온다. 하나조노는 자신을 소개하는 자리에서 백혈병에 걸려서 학교를 일 년 쉬었다고 아무렇지 않게 말한다. 하나조노는 앞자리에 앉은 미쿠니 쇼타와 친해지게 되고, 전부터 미쿠니와 점심을 같이 먹던 마지마 카이와도 알게 된다. 그러나 마지마의 무신경한 성격 때문에 하나조노는 마지마에게 화를 낸다. 하나조노는 담임인 사이토 시게루에게 만화 동화리에 들고 싶다고 하고, 사이토는 자신이 고문인 만화 연구회를 소개해 준다. 마침 만화 연구회의 부장인 마지마였고, 부부장은 미쿠니였다. 하나조노는 마지마는 마음에 들지 않았지만 미쿠니를 봐서 만화 연구회에 가입한다. 미쿠니 덕분에 하나조노와 마지마는 그럭저럭 화해하게 되고 하나조노는 미쿠니와 마지마에게 만화 그리는 법을 배운다. 밤 늦게까지 만화를 그리고 집에 돌아가던 하나조노, 미쿠니, 마지마는 사이토 선생과 수학 당담 코야나기 선생의 키스 장면을 목격한다.

## 등장인물
하노조노 하루타로(花園 春太郎)
중학교 말에 급성 백혈병이 발병해 고등학교에 일 년 늦게 입학한다. 방사능 치료를 받아 아이를 가질 수 없는 몸이 되었지만 크게 신경쓰지 않으며, 미쿠니에게는 약한 모습을 보이지만 누군가 마음에 들지 않는 행동을 하면 직설적으로 말한다. 그림에 소질이 있어 만화 연구회에 가입해 미쿠니와 함께 만화 동인지를 만든다.
미쿠니 쇼타(三国 翔太)
하나조노가 가장 처음 사귄 친구이다. 소심하지만 마음이 따뜻하다. 뚱뚱한 체격에 컴플렉스를 가지고 있다. 만화를 좋아해서 만화 연구회의 부부장을 맡고 있다. 하나조노를 만나기 전부터 만화 콘티를 만들었고 하나조노와 함께 만화 동인지를 만든다. 아버지는 기상 캐스터이고 어머니는 주부이다. 외모는 어머니를 더 많이 닮았다.
마지마 카이(真島 海)
하나조노의 동급생이자, 만화 연구회의 부장이다. 미쿠니와 중학교 동창이다. 잘생긴 외모를 가지고 있지만 중증의 만화 오타쿠로 남의 시선은 아랑곳하지 않고 교실에서 틈틈이 애니메이션 설정집을 본다. 돈을 매우 밝히며 돈이 되지 않는 일에는 여간해서 움직이지 않는다.
사이토 시게루(斉藤 滋)
하나조노네 반 담임 선생. 과목은 국어. 매우 개방적인 성격으로 학생들에게 인기가 좋다. 겉모습은 영락없는 남자지만 실상은 여자. 본인은 자신이 여성스럽다고 생각하고 있다. 학생 시절부터 코야나기 슈이치를 좋아했으며 교사가 되고부터 코야나기와 불륜 관계를 맺는다.
코야나기 슈이치
사이토 시게루의 동료 교사. 과목은 수학. 사이토의 고등학교 담임 선생이기도 했다. 아내와 자식이 있는 유부남이지만 사이토와 학교에서 몰래 바람을 피고 있다.